# Magnolia minor
Magnolia minor är en magnoliaväxtart som först beskrevs av Ignatz Urban, och fick sitt nu gällande namn av Rafaël Herman Anna Govaerts. Magnolia minor ingår i släktet Magnolia och familjen magnoliaväxter. Inga underarter finns listade i Catalogue of Life.